# Аль-Аділ Мухаммад
Аль-Аділ Мухаммад ібн Баракат (араб. محمد بن بركات بن حسن بن عجلان; нар. 1437 — 1497) — 34-й шаріф й емір Мекки у 1455—1497 роках. Відомий також як Мухаммад III.

## Життєпис
Походив з гілки правлячої династії Хасанідів — бану-катада. Син шаріфа Бараката I. Народився в березні/квітні 1437 року в Мецці. Про молоді роки обмаль відомостей. 1455 року, захворівши батько звернувся до мамлюцького султана Інала аль-Ашрафа щодо призначення Мухаммада замість нього. Невдовзі Баракат I, тому Мухаммад отримав співчуття від султана та його офіційний указ про призначення (таукі) еміром Мекки.
Зумів зберігати мир в Хіджазі, остаточно закріпивши тут вплив шаріфів Мекки, оскільки виявив політичні здібності та волю. Численні племена та клани р підкорялися йому. При цьому шаріф був вірним султанам Єгипту. 1474 року султан Кайтбей призначив сина Мухаммада — Бараката — молодшим співеміром. Помер у Ваді Марр аль-Захран, був похований на кладовищі Аль-Мала в Мецці.